# Thomas L. Young

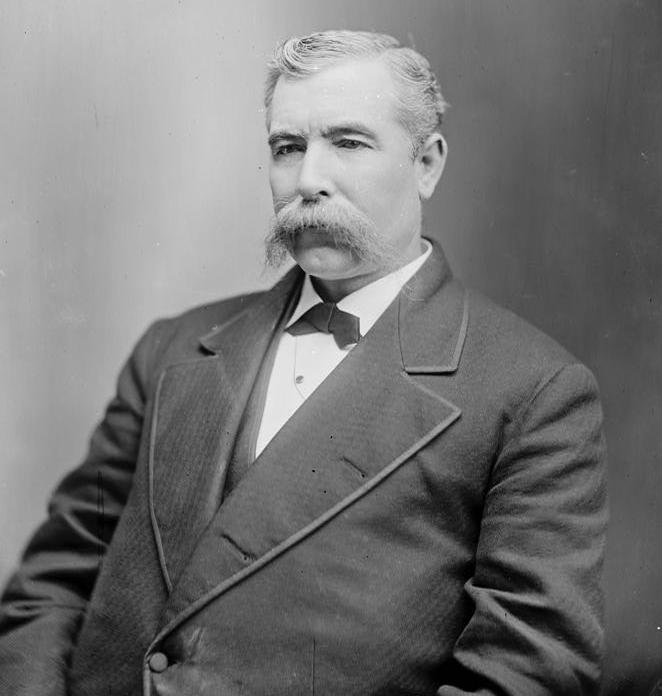
Thomas L. Young

Thomas Lowry Young (* 14. Dezember 1832 in Killyleagh, Irland; † 20. Juli 1888 in Cincinnati, Ohio) war ein US-amerikanischer Jurist und Politiker (Republikanische Partei) und von 1877 bis 1878 der 33. Gouverneur des Bundesstaates Ohio.

## Frühe Jahre und politischer Aufstieg
Thomas Young besuchte die örtlichen Schulen seiner irischen Heimat. Im Jahr 1842 wanderten seine Eltern nach Amerika aus und ließen sich in New York City nieder. Der junge Thomas trat im Jahr 1848 als Militärmusiker in die US Army ein und nahm noch an der Endphase des Mexikanisch-Amerikanischen Krieges teil. Bis zum Jahr 1858 blieb er in der Armee. Danach zog er nach Cincinnati, wo er als Lehrer arbeitete. Young nahm auch am Bürgerkrieg teil und stieg dabei im Unionsheer bis zum Colonel auf. Im September 1864 wurde er ehrenvoll aus gesundheitlichen Gründen aus der Armee entlassen.
Nach seiner Heimkehr nach Cincinnati studierte Young Jura. Im Jahr 1865 wurde er als Anwalt zugelassen. Danach begann er in seiner Heimatstadt in seinem neuen Beruf zu praktizieren. Zwischen 1866 und 1868 saß Young als Abgeordneter im Repräsentantenhaus von Ohio. Im Jahr 1867 war er außerdem Registrator (Recorder) im Hamilton County. 1868 war er Delegierter zur Republican National Convention in Chicago, auf der Ulysses S. Grant als Präsidentschaftskandidat nominiert wurde. Zwischen 1871 und 1873 war Young Mitglied des Staatssenats und ab 1875 war er Vizegouverneur von Ohio.

## Gouverneur und Kongressabgeordneter
Am 2. März 1877 trat der amtierende Gouverneur Rutherford B. Hayes von seinem Amt zurück, weil er zum neuen US-Präsidenten gewählt worden war. Damit musste Vizegouverneur Young die restliche Amtszeit von Hayes beenden. Diese lief noch bis zum 14. Januar 1878. Seine Amtszeit verlief zunächst ruhig. Im Sommer 1877 jedoch kam es zunächst in Pennsylvania und Maryland zu gewalttätigen Arbeiterunruhen bei der Eisenbahn, bei denen hoher Sachschaden entstand und sogar einige Todesfälle zu beklagen waren. Die Unruhen griffen dann auch auf Ohio über. Der Gouverneur rief die Nationalgarde zur Wiederherstellung der Ordnung zu Hilfe. Bis Anfang August war die Ordnung wiederhergestellt. Der Gouverneur war stolz darauf, dies ohne die Hilfe der Bundesregierung erreicht zu haben. Andere Staaten hatten den Präsidenten um militärische Hilfe gebeten, der dann die US Army schickte.
Nach dem Ende seiner Gouverneurszeit blieb Young politisch aktiv. Zwischen 1879 und 1883 vertrat er seinen Staat im US-Repräsentantenhaus. Dort war er Vorsitzender des Patentausschusses. Nach seiner Rückkehr aus Washington, D.C. wurde er in Cincinnati wieder als Anwalt tätig. Außerdem war er im Ausschuss für Öffentlichkeitsarbeit dieser Stadt. Thomas Young verstarb im Juli 1888. Er war dreimal verheiratet und hatte insgesamt acht Kinder.